# Колона (Илиноис)
Колона (енгл. Colona) град је у америчкој савезној држави Илиноис. По попису становништва из 2010. у њему је живело 5.099 становника.

## Демографија
Према попису становништва из 2010. у граду је живело 5.099 становника, што је 74 (1,4%) становника мање него 2000. године.
| Група             | 2000.         | 2010.         |
| Белци             | 4.892 (94,6%) | 4.645 (91,1%) |
| Афроамериканци    | 16 (0,3%)     | 27 (0,5%)     |
| Азијати           | 9 (0,2%)      | 18 (0,4%)     |
| Хиспаноамериканци | 210 (4,1%)    | 324 (6,4%)    |
| Укупно            | 5.173         | 5.099         |